# Thomas Futterknecht
Thomas Futterknecht (* 24. Dezember 1962) ist ein ehemaliger österreichischer Leichtathlet.
Futterknecht, der für die UNION St. Pölten startete, wurde mehrfacher österreichischer Meister im 400-Meter-Lauf und im 400-Meter-Hürdenlauf.
Am 30. August 1985 stellte er in Kōbe mit 49,33 s über die Distanz von 400 Meter Hürden eine persönliche Bestleistung auf. Zugleich bedeutete diese Zeit österreichischen Rekord, der bis heute Gültigkeit besitzt.
Futterknecht nahm auch an internationalen Wettbewerben teil, u. a. den Olympischen Sommerspielen 1984 in Los Angeles und den Leichtathletik-Weltmeisterschaften 1987 in Rom.
Bei einer Größe von 1,77 m hatte er ein Wettkampfgewicht von 68 kg.
1988 beendete er seine sportliche Karriere, um sich auf seine Familie zu konzentrieren.